# Маслове (Звенигородський район)
Ма́слове — село в Україні, у Лип'янській сільській громаді Звенигородського району Черкаської області. У селі мешкає 328 людей.

## Історія
На межі XVIII—XIX століття село входило до складу Звенигородського, а згодом Чигиринського повіту Київської губернії.
У жовтні 1959 року у зв'язку з ліквідацією Златопільського району село увійшло до складу Шполянського району.
На південно-західній околиці села, на лівому березі р.Гнилий Товмач, над урочищем Макітра, виявлено декілька стоянок середнього палеоліту (130-35 тис. років тому) та стоянку ямної культури (ІІІ тис. до н.е.) епохи ранньої бронзи. У 2008 р. на стоянці Маслове-5в було проведено розкопки спільною експедицією Інституту археології та Черкаського національного університету. Виявлено вироби, виготовлені неандертальцями близько 130—100 тис. років тому та кераміку ямної культури.

### Церква
Церква Різдва Пресвятої Богородиці у Масловому відома з кінця XVIII століття (священик Никифор Герасимов Іванча). Найдавніша з відомих метричних книг датується 1781 роком. До місцевої парафії були приписані слободи Винопіль, Нестерівка, Щербаківка.
При церкві діяла церковнопарафіяльна школа. На початку 1860-х років у ній учителював Іван Василієв Гдешинський — випускник Київської духовної семінарії.

### Власники
На початку XIX століття власність майора Миколи Івановича Нечаєва (Нечая).
Згодом селом володіли:
- поміщик Яків Невядомський[6];
- поміщик колезький реєстратор Григорій Григорович Цимбалістий[7] та його нащадки.

## Відомі люди
- Зарицький Яків Василієв — іконописець, мешкав на початку XIX століття[8].
- Гудзенко Костянтин Наумович (1913-2008) — український педагог та краєзнавець.